# Рождество Богородично (Велющец)
„Рождество Богородично“ е възрожденска църква в светиврачкото село Велющец, България, част от Неврокопската епархия на Българската православна църква. Обявена е за паметник на културата.

## История
Църквата е построена през 1858 година в центъра на селото.

## Архитектура
В архитектурно отношение представлява трикорабна псевдобазилика с притвор, трем и камбанария. Храмът е опожарен в 1878 година от турска войска и възстановен в 1881 г. В 1940 година е обновен.
Интериорът е дело на Димитър Сирлещов, сина му Минчо Сирлещов и Андон Зограф. Църквата е изписана от тях изцяло отвътре и по южната фасада в 1910 година. Общо в стенописите има 134 сцени, фигури и медальони. Освен традиционните евангелски сцени има и сцени с нравоучителен характер. Иконостасът е многоцветен и има късна плоска резба. Върху цокълните табла има изображения на светци, вместо традиционните сцени от Шестоднева. Сред иконите има две на Андон Зограф, няколко от 1898 – 1910 и серия апостолски икони от II половина на XIX век с неизвестен автор.
- Стенописи от църквата